# Правителство на Константин Стоилов 1
Първото правителство на Константин Стоилов е четиринадесето правителство на Княжество България, назначено с Указ № 3 от 29 юни 1887 г. на княз Фердинанд Сакскобургготски. Управлява до 20 август 1887 г., след което е наследено от правителството на Стефан Стамболов.

## Политика
За краткия период на управление кабинетът на д-р Стоилов си поставя като основна задача да осигури международно признание и вътрешнополитически стабилитет на новия монарх. При осъществяването ѝ българските политици се възползват от заетостта на Русия, чието внимание е ангажирано с общоевропейската криза, довела до разпадането на съюза между нея, Австро-Унгария и Германия.
Тази насока във външната политика се запазва и от правителството на Стефан Стамболов.

## Съставяне
Кабинетът, оглавен от Константин Стоилов, е образуван от представители на консервативните и русофобските политически сили.

### Кабинет
Сформира се от следните 4 министри и един председател.
| министерство                      | име | име                       | партия                           |
| --------------------------------- | --- | ------------------------- | -------------------------------- |
| председател на Министерския съвет |     | Константин Стоилов        | Консервативна партия             |
| външни работи и изповедания       |     | Григор Начович            | Консервативна партия             |
| военен                            |     | Рачо Петров               | военен                           |
| вътрешни работи                   |     | Георги Странски           | Либерална партия (стамболовисти) |
| финанси                           |     | Константин Стоилов (упр.) | Консервативна партия             |
| народно просвещение               |     | Стоян Чомаков             | Либерална партия (стамболовисти) |
| правосъдие                        |     | Константин Стоилов        | Консервативна партия             |

В краткия си период на водене не са правени промени.